# Daniel Havel
Daniel Havel (* 10. srpna 1991 Praha) je český sportovec, rychlostní kanoista-kajakář, bronzový olympijský medailista
z Letních olympijských her 2012 v Londýně a Letních olympijských her 2016 v Riu v kategorii K4 1000 m (společně s Lukášem Trefilem, Janem Štěrbou a Josefem Dostálem). Jeho kariéra začala v kanoistickém oddíle TJ Tatran Sedlčany, odtud putoval přes Spartu Praha až do současného oddílu Dukla Praha.